# Зубоножки
Зубоно́жки (лат. Hydrotaea) — род двукрылых семейства настоящих мух из трибы Azeliini.

## Внешнее строение
Длина тела от 3,5 до 8 мм. Хоботок втяжной. Глаза у самцов соприкасаются, у самок они разделены лбом. Первая радиальная жилка без щетинок. Голени задних ног на дорзальной стороне со щетинкой. У самцов передние бёдра на вершине вырезкой и зубцом, а передние голени у основания с вырезкой. У самок на среднеспинке расположены тёмные продольные полосы. Тело личинок с 12 видимыми сегментами и размером от 5,3 до 13 мм. У личинок щель задних дыхалец прямая, ротовые крючки асимметричные.

## Биология
Личинки развиваются в навозе, трупах животных и разлагающихся растительных остатках, где уничтожают личинок других двукрылых. Предложены методики использования зубоножек для контроля численности комнатной мухи в навозе. Личинки, развивающиеся в трупах, используют в судебной экспертизе. Самки некоторых видов питаются кровью позвоночных животных, включая человека. Одни виды способны только подлизывать кровь, вытекающую из ранок, сделанных другими кровососами (Hydrotaea armipes, Hydrotaea meteorica, Hydrotaea miliaris, Hydrotaea velutina), другие могут добывать кровь, расцарапывая ранки (Hydrotaea irritans, Hydrotaea scambus, Hydrotaea pandellei). Некоторые представители являются доказанными переносчиками инфекционных заболеваний сельскохозяйственных животных. Паразитами зубоножек являются два вида мермитид: Onchiomermis haematobiae Rubtzov, 1976 и Onchiomermis hydrotaeae Rubtzov, 1976.

## Классификация
В мировой фауне около 120 видов, в том числе:
- Hydrotaea aenescens (Wiedemann, 1830)
- Hydrotaea anxia (Zetterstedt, 1838)
- Hydrotaea armipes (Fallén, 1825)
- Hydrotaea atrisquama Ringdahl, 1925
- Hydrotaea basdeni Collin, 1939
- Hydrotaea bidentipes  Xue, Wang & Du, 2007
- Hydrotaea borussica Stein, 1899
- Hydrotaea capensis (Wiedemann, 1818)
- Hydrotaea cyrtoneurina (Zetterstedt, 1845)
- Hydrotaea dentipes (Fabricius, 1805)
- Hydrotaea diabolus (Harris, 1780)
- Hydrotaea elephans Vikhrev, 2015
- Hydrotaea floccosa Macquart, 1835
- Hydrotaea glabricula (Fallén, 1825)
- Hydrotaea ignava (Harris, 1780)
- Hydrotaea irritans (Fallén, 1823)
- Hydrotaea meridionalis Portschinsky, 1882
- Hydrotaea meteorica (Linnaeus, 1758)
- Hydrotaea militaris (Meigen, 1826)
- Hydrotaea nidicola Malloch, 1925
- Hydrotaea nigrirensis Shinonaga et Tewari, 2008
- Hydrotaea ozerovi Vikhrev, 2015
- Hydrotaea palaestrica (Meigen, 1826)
- Hydrotaea pandellei Stein, 1899
- Hydrotaea parva Meade, 1889
- Hydrotaea pellucens Portschinsky, 1879
- Hydrotaea pilitibia Stein, 1916
- Hydrotaea portschinskyi Vikhrev, 2015
- Hydrotaea ringdahli Stein, 1916
- Hydrotaea plumitibiata  Xue, Wang & Du, 2007
- Hydrotaea rotundentis Shinonaga, 1999
- Hydrotaea scambus (Zetterstedt, 1838)
- Hydrotaea semiflava Vikhrev, 2015
- Hydrotaea stackelbergi Vikhrev, 2015
- Hydrotaea subscamus  Xue, Wang & Du, 2007
- Hydrotaea velutina Robineau-Desvoidy, 1830
- Hydrotaea unidenticulatus  Xue, Wang & Du, 2007

Дискуссионным остаётся положение таксона Ophyra, который разными систематиками рассматривается или как самостоятельный род, или как синоним рода Hydrotaea.

## Распространение
Широко распространены на всех континентах кроме Антарктиды. Наиболее богато представлены в Голарктике, где насчитывается 70—75 видов. В Афротропической и Ориентальной областях встречается по 15—20 видов, в Неатропике около 10—12 видов. Американский вид Hydrotaea aenescens успешно распространяется в Европе с 1960-х годов.

## Цитогенетика
Хромосомы исследованы у Hydrotaea irritans, Hydrotaea pandellei, Hydrotaea pellucens, Hydrotaea meridionalis, Hydrotaea velutina и Hydrotaea meteorica. Число хромосом варьирует от 11 до 15, из них пять пар — метацентрические и субметацентрические. Остальные хромосомы акроцентрические, среди них часто встречались неспаренные хромосомы. Половых хромосом нет, пол определяется аутосомами.

## Палеонтология
Известен только один ископаемый вид Hydrotaea maculipennis Theobald, 1937 из олигоценовых отложений во Франции, возраст которых оценивается 28,1—23,03 млн лет.